# Miguel Ángel Moncholi
Miguel Ángel Moncholi Chaparro (Madrid, 26 de noviembre de 1955) es un periodista especializado en información taurina, asesor en comunicación y profesor universitario.

## Biografía
Es licenciado en Comunicación audiovisual (1972-1977) y doctor en Ciencias de la información, rama de Periodismo (1997-2004) por la Facultad de Ciencias de la Información (Universidad Complutense de Madrid). También es Técnico en Relaciones Públicas (1986), diplomado por el Dale Carnegie Training (1982) y en Social media marketing (2014) y SEO (2013).
Su trayectoria profesional comienza en 1970 en la radio, donde asiste como becario del programa Paco Ruiz Detective Privado, dirigido por Manolo Bermúdez en la Cadena SER, hasta 1971. Entremedias, entre septiembre de 1972 y junio de 1992 formó parte como voluntario y directivo de Cruz Roja Española. Se formó en Socorrismo (sistema Multimedia American Red Cross). Después fue sucesivamente, subdirector de Cruz Roja Juventud, subdirector de Servicios Sociales, director de Cruz Roja Juventud y subdirector nacional de Cruz Roja Juventud.
Tras su paso por la Cadena SER, entre mayo de 1973 y 1975, trabaja como ayudante de cámara de los Noticiarios y Documentales NO-DO, siendo al mismo tiempo, entre 1974 y 1982, reportero gráfico de Diario Ya, ABC, Revista Cruz Roja y Agencia Flash Press. Después es ayudante de cámara en TVE y en 1975 vuelve a la Cadena SER donde se integra como becario en el Gabinete de Estudios y Ciencias de la Comunicación que dirige Joaquín Peláez con la colaboración de Fernando Dicenta y Ángel Carbajo. En 1976 se integra en la programación de la cadena, pasando a coordinar el programa Medianoche bajo la dirección de Antonio José Alés hasta 1980 y de cuya edición de los domingos (Medianoche del domingo) es director, entre 1978 y 1981.
En 1980 crea y dirige el Programa de Información y Relaciones Sociales de Hospitales de Cruz Roja Española cuya experiencia es incorporada al programa de INSALUD en 1983 con Ernest Lluch como ministro de Sanidad, hecho que daría paso posteriormente a la creación de los actuales Servicios de Atención al Paciente de la red sanitaria española, siendo como especialista en Comunicación institucional, pionero en España en la implantación del proyecto de comunicación en hospitales. 
A partir de 1980 simultánea y comienza su dedicación a la información taurina, coordinando el programa Los Toros, hasta 1990, bajo la dirección de Manuel Molés, en el que continúa su dedicación ya como subdirector desde 1991 a octubre de 2015. 
En 1982-1983 fue redactor-colaborador de Informaciones y Hoja del Lunes; en 1983-1984 fue coordinador y redactor de Pueblo en la Sección Toros y Suplemento Toros; entre 1983 y 1998 fue columnista-colaborador de las revistas Interviú, Fiesta Brava, El Médico, Diez minutos, Tiempo, Lecturas, La Lidia, Novedades y El Universal de Cartagena de Indias (Colombia); en 1984-1985 fue coordinador de Ediciones A. T. C. y entre 1985 y 1990 fue socio fundador de Equipo-3 con Roberto Gómez y Fernando Soria.
Tras crear el plan de humanización de servicios de Cruz Roja Española, es destinado como Inspector a la Inspección General de Servicios. Después, entre marzo de 1986 y mayo de 1992 fue director de Relaciones Públicas y Protocolo de Cruz Roja Española.
En 1989 coordina la serie de Televisión Española, Piel de toro, con la dirección de Manuel Molés y entre 1989 y 1992 fue subdirector y columnista de El Ruedo. En 1989 comienza su andadura en Telemadrid como comentarista, entrevistador y reportero de la corrida de toros que inaugura la programación de esta cadena autonómica el 2 de mayo, para a continuación incorporarse como redactor de información taurina de sus Servicios Informativos, en Telenoticias y programas especiales. En 1991 es redactor y desde 1992 editor, de la sección taurina y dirige las retransmisiones taurinas del canal madrileño, donde además participa en otros programas como reportero y especialista invitado, tales como Madrid directo, 30 minutos, Panorama de Actualidad, Con T de tarde, Sucedió en Madrid, Gran Vía, A toda página, Diario de la noche y Aquí en Madrid. Desde 2007, es director de las tertulias taurinas San Isidro a examen de Onda Madrid, emisora de cuya información taurina se encarga desde 2009, hasta que finaliza su vinculación con RTVM en junio de 2018.
También imparte clases en distintas universidades españolas y extranjeras en los programas de postgrado, siempre vinculado al área de Comunicación. Desde 1998 como coordinador y más tarde, en 2003, como director Técnico dirige el Curso de Periodismo taurino de la Fundación Wellington (antes con la colaboración de la Fundación Joselito), vivero de periodistas e informadores taurinos procedentes de diversos países. 
Entre 2005 y 2009, fue Decano de la Facultad de Ciencias de la Comunicación de la Universidad Camilo José Cela, en donde ejerció como profesor de Periodismo Especializado y Realización de Radio. En la actualidad es director del Curso de Periodismo Taurino que se imparte en la Universidad Complutense de Madrid, donde también ejerce como colaborador honorífico. Además es profesor Honorario de la Universidad de Los Andes de Mérida (Venezuela) y profesor de distintos postgrados de las Universidades Rey Juan Carlos, San Pablo-CEU de Madrid y El Mundo-Unidad Editorial, Francisco de Vitoria, Alfonso X el Sabio, San Pablo-CEU de Castilla y León y Universidad a Distancia, como profesor de Producción y profesor de Edición de Televisión.
Entre 1999 y 2002 crea y dirige el portal Burladero TV - Información taurina, primer portal de información taurina de la red y al que siguió vinculado, como jefe de Opinión (2002-2006), columnista y defensor del Usuario (2006-2010) y más tarde tras incorporarse como director general Editorial en 2011. También es asesor-formador en diferentes empresas e instituciones, en el análisis y diagnóstico de Comunicación Institucional y en formación en habilidades de Comunicación y Relaciones Humanas. 
En 2015 se incorpora a la Federación Española de Periodistas y Escritores de Turismo (FEPET), siendo elegido Vocal de Estudios y Formación en 2018 y director desde junio de 2019.
Desde 2015 es presidente de la Unión Europea de Turismo Taurino (UETt), institución sin ánimo de lucro que tiene por fines la promoción del turismo en todas las áreas de la tauromaquia (cría-ganaderías, museos y cultura, toreo, encierros, cortes y recortes, gastronomía, etc.)
En 2018 se incorpora a la Junta Rectora de la Federación Española de Periodistas y Escritores de Turismo en calidad de Director de Formación. Como tal codirije la "Jornada de Turismo. El Turismo por el Cambio" en colaboración con la Facultad de Economía y Turismo de la Universidad Complutense.
Desde marzo de 2019, es piloto de UAS (Drone) - Audiovisual, Inspección de Infaestructuras y Fotogrametría, como profesional independiente. Desde ese mismo año, también es columnista de ESDiario.com y de PortalTaurino.net.
Desde el 28 de julio de 2021, es consejero del Centro de Asuntos Taurinos del Gobierno de la Comunidad de Madrid.
En 2022 se incorpora al equipo de dirección del Curso Práctico de Comunicación Taurina (CPPT)  como Jefe de Estudios, impartiendo clases de Protocolo taurino e Información taurina en Radio.
En noviembre de 2024, coincidiendo con el 100 aniversario de Radio España, esta emisora decana, en colaboración con la Academia Española de Tauromaquia, le otorga el Premio Nacional de Tauromaquia 2024.

## Reconocimientos

### Premios más destacados
- Premio Ondas. Programa Medianoche, dirigido por Antonio José Alés,[16] Cadena SER. 1979.
- Placa Asociación de la Prensa, a la mejor cobertura informativa taurina. Cadena SER y otros medios. 1986.
- Antena de Oro, 1992. Por su aportación al nuevo concepto de las retransmisiones taurinas de Telemadrid.
- Premio Ondas. Programa Madrid directo. Telemadrid. 1997.
- Premio de la Comunicación de la Asociación de Relaciones Públicas de Madrid, 1998.
- Premio ATV 1999 de la Academia de Televisión y de las Ciencias y Artes del Audiovisual de España. Programa Madrid directo, Telemadrid. 1999.
- Premio al Mejor Comunicador Taurino del IMSERSO de Madrid, por votación popular. 1999.
- Premio Top 3 de iBest (Oscar de Internet) por Burladero.com. 2000.
- Premio ATV 2001 de la Academia de las Ciencias y las Artes de Televisión de España. Programa Madrid directo, Telemadrid. 2001.
- Premio a la Mejor Información Taurina en Internet de la Real Federación de Peñas Taurinas de España, por Burladero.com. 2002.
- Premio a la Mejor Información taurina en Televisión. Peña El 7. Telemadrid. 2002.
- Premio a la Mejor Información Taurina en Radio de la Real Federación de Peñas Taurinas de España, por Cadena SER. 2003.
- Premio a la Mejor Información Taurina en Televisión de la Real Federación de Peñas Taurinas de España, por los Informativos diarios de Telemadrid. 2004.
- Premio ATV 2005 de la Academia de las Ciencias y las Artes de Televisión de España. Programa Madrid directo, Telemadrid. 2005.
- Premio de Radio y Televisión “Guillermo Marconi”. Premios Villa y Corte de Madrid, por la trayectoria profesional en los Informativos diarios de Telemadrid. 2007.
- Premio Escalera del Éxito Galardón número 148 por la trayectoria profesional como periodista y comunicador. Madrid, 2008.
- Premio de la Asociación Taurina Parlamentaria[17] al Curso de Periodismo Taurino (con el patrocinio de la Fundación-Taurina-de-la-Comunidad-de-Madrid-Jose-Miguel-Arroyo-Joselito y Fundación Wellington) como director Técnico del Curso (2013).
- Antena de Plata de Radio y Televisión. Por su trayectoria profesional en Telemadrid. 2014.
- Premio Puerta de San Vicente [18] de la Federación Taurina de Madrid. Por su compromiso y defensa de la Tauromaquia en la Comunidad de Madrid (2016).
- Premio de la Asociación Taurina Parlamentaria. Por su trayectoria profesional: 25 años de información taurina en Telemadrid. 2017.
- Premio Nacional de Tauromaquia, edición 2024, otorgado por la Academia Española de Tauromaquia.

### Distinciones
- Hijo adoptivo de Cenicientos (Madrid) 1999.
- Medalla de Oro de la Universidad Alas Peruanas. Lima (Perú), 2005.
- Medalla de Oro de la Escuela Internacional de Protocolo. EIP.[19] Madrid, 2007.